# HMS Queen Charlotte (1790)
A  HMS Queen Charlotte  a Brit Királyi Haditengerészet 100 ágyús, elsőosztályú sorhajója volt. 1790. április 15-én bocsátották vízre. A HMS Royal George tervei alapján készült, csak a fegyverzetet módosították. Tervezője Sir Edward Hunt volt.
1794-ben a Queen Charlotte Lord Howe tengernagynak a zászlóshajójaként vett részt a „dicsőséges június elsejei csatában”. 1795-ben részt vett a groix-i csatában.
1800. március 17-én Lord Keith altengernagynak volt a zászlóshajója. Egy felderítésen vett részt Cabrera szigetnél. Körülbelül 6 órakor a hajó kigyulladt és 11 óra körül a 673 fedélzeten tartózkodó személlyel együtt felrobbant.

## Fordítás
- Ez a szócikk részben vagy egészben  a   HMS Queen Charlotte (1790) című angol Wikipédia-szócikk fordításán alapul.  Az eredeti cikk szerkesztőit annak laptörténete sorolja fel. Ez a jelzés csupán a megfogalmazás eredetét és a szerzői jogokat jelzi, nem szolgál a cikkben szereplő információk forrásmegjelöléseként.